# Prunus minutiflora
Prunus minutiflora är en rosväxtart som beskrevs av Georg George Engelmann. Prunus minutiflora ingår i släktet prunusar, och familjen rosväxter. Inga underarter finns listade i Catalogue of Life.